# عبد الرحمن السربل
عبد الرحمن عواد السربل (من مواليد 15 فبراير 1987-)، لاعب كرة قدم كويتي. يلعب مع نادي الجهراء. لعب مع منتخب الكويت الأولمبي لكرة القدم منذ عام 2006 وحتى عام 2007.